# Aloe khamiesensis
Aloe khamiesensis (tiếng Anh thường gọi là Namaqua Aloe) là một loài thực vật]] thuộc họ Aloaceae. Đây là loài đặc hữu của Nam Phi.